# Miquel Robusté
Pour les articles homonymes, voir Colomer.
Miquel Robusté Colomer (né le 20 mai 1985 à Vilassar de Mar) est un footballeur espagnol. Il joue actuellement pour le CF Badalona au poste de défenseur central.

## Carrière en club
Robusté, né en Catalogne, commence sa carrière dans la deuxième plus grande équipe de Catalogne, l'Espanyol. Il débute avec l'équipe B de l'Espanyol lors de la saison 2003-04.
Robusté est ensuite prêté au club d'Ejido lors de la saison 2006-2007. Il y joue 29 matchs en Segunda División.
À l'été 2007, il est transféré au Levante UD qui évolue en Liga.

## Carrière internationale
Robusté est le capitaine de l'équipe des moins de 19 ans espagnole qui remporte le championnat européen du football des moins de 19 ans en 2004. Robusté participe également à la Coupe du monde des moins de 20 ans en 2005.

## Palmarès
Espagne -19 ans
- Vainqueur du Championnat d'Europe des moins de 19 ans en 2004